# Déjame decir que te amo
Déjame decir que te amo es el nombre del álbum debut del cantautor guatemalteco Ricardo Arjona editado en 1986.  
El disco fue lanzado como «Canciones de amor» en Argentina, fue hasta 1995 que DIDECA lanza este álbum con el nombre de «Déjame decir que te amo» pero reemplazando la canción «Mañana», por la canción «No renunciaré» de Luis Alva, canción que en principio se grabó en un disco de cuarenta y cinco revoluciones por minuto.
«Esta grabación aparece con dos fotos (y nombres) distintos: Déjame decir que te amo y Canciones de amor. A pesar de la diferencia, es la misma grabación. El primer nombre corresponde a la versión de la grabación que salió en Argentina y el segundo corresponde a la versión que salió en México.»

## Controversia
Ricardo ha declarado en muchas ocasiones que este disco en cierta forma le avergüenza, porque esto jamás quiso él para sus discos, Arjona lo ha caracterizado de un disco lleno de arreglos comerciales de su antigua disquera que lo que querían hacer era un producto, Recientemente Ricardo pudo comprar todas las copias de dicho disco para que este no se distribuya más, él mismo lo comenta en su página de internet [cita requerida].

## Listado de canciones
Todas las canciones escritas y compuestas por Ricardo Arjona, excepto lo indicado.
Edición original

| Canciones de amor |                           |                        |          |  |
| N.º               | Título                    | Escritor(es)           | Duración |  |
| 1.                | «Déjame decir que te amo» |                        | 4:19     |  |
| 2.                | «Por amor»                |                        | 3:51     |  |
| 3.                | «Monotonía»               |                        | 2:58     |  |
| 4.                | «Y ahora tú te me vas»    |                        | 3:37     |  |
| 5.                | «Mañana»                  |                        | 3:05     |  |
| 6.                | «Vete con el sol»         |                        | 4:22     |  |
| 7.                | «Romeo y Julieta»         |                        | 3:48     |  |
| 8.                | «Hay amor»                | Víctor Manuel San José | 3:45     |  |
| 9.                | «Se ha ido el amor»       |                        | 4:13     |  |
| 10.               | «Ladrón»                  |                        | 2:12     |  |
| 34:10             |                           |                        |          |  |

Relanzamiento

| Déjame decir que te amo |                           |                        |          |  |
| N.º                     | Título                    | Escritor(es)           | Duración |  |
| 1.                      | «Déjame decir que te amo» |                        | 4:23     |  |
| 2.                      | «Por amor»                |                        | 3:48     |  |
| 3.                      | «Monotonía»               |                        | 2:56     |  |
| 4.                      | «Y ahora tú te me vas»    |                        | 3:37     |  |
| 5.                      | «No renunciaré»           | Luis Alva              | 4:11     |  |
| 6.                      | «Vete con el sol»         |                        | 4:20     |  |
| 7.                      | «Romeo y Julieta»         |                        | 3:45     |  |
| 8.                      | «Hay amor»                | Víctor Manuel San José | 3:45     |  |
| 9.                      | «Se ha ido el amor»       |                        | 4:00     |  |
| 10.                     | «Ladrón»                  |                        | 2:15     |  |
| 35:18                   |                           |                        |          |  |